# Llum de Mafasca
La llum de Mafasca és una llegenda d'origen canari, amb especial influència a Fuerteventura. El fenomen lumínic es repeteix en altres zones de l'arxipèlag com a Gran Canària, La Palma, Tenerife o La Gomera, on han registrat diverses manifestacions.

## Característiques
La Llum de Mafasca consisteix, segons els quals relaten haver-la vist, en un brot lluminós, que pot ser de diferents colors, segons l'espectador, com a blau, groc, verd o vermell, similar a la visió de la burilla d'un cigarret en la foscor.

## Fenomen
La llum de Mafasca és una llum, probablement produïda per algun fenomen natural, que s'apareix sobretot en les nits fosques i silencioses. La llum és petita, però de vegades pot aconseguir grans dimensions durant uns segons, per recuperar de nou la seva grandària. Es desplaça de forma aparentment intel·ligent, pujant i baixant i pot mantenir-se estàtica en l'aire o accelerar, de sobte. En les possibles explicacions es descarta que sigui algun tipus de Làser, ja que l'origen de la llegenda data de molts segles enrere.

## Llegenda
La llegenda de la llum de Mafasca és original de Fuerteventura, que consisteix en un brot lluminós de diferents colors que es veuen en la foscor.
Quan van començar a ajuntar la llenya necessària per preparar el foc, entre les restes recollides van trobar una petita creu de fusta. Els pastors coneixien que a Fuerteventura és costum col·locar una creu en el lloc on mor una persona, però amb el gana que tenien van fer cas omís d'aquesta tradició i van utilitzar la creu per alimentar el foc.
Però, segons la llegenda, quan les flames van començar a consumir la creu de fusta, de les cendres va sorgir una estranya llum que saltava d'un costat cap a un altre, com si tingués vida pròpia. Els pastors, espantats, van córrer allunyant-se d'aquell objecte lluminós que per a ells no era una altra cosa que l'ànima del difunt pel qual havien clavat aquella creu.
Des de llavors es produeixen aquests fenòmens en les nits silencioses i fosques tant a Fuerteventura com en les altres illes en l'arxipèlag Canari.